# Juan Agudelo
Juan Sebastián Agudelo (ur. 23 listopada 1992 w Manizales) – amerykański piłkarz pochodzenia kolumbijskiego występujący na pozycji napastnika. Zawodnik klubu New England Revolution.

## Kariera klubowa
Agudelo urodził się w Kolumbii, ale w wieku 8 lat emigrował z rodziną do Stanów Zjednoczonych. Karierę piłkarską rozpoczynał w 2007 roku jako junior w zespole New York Red Bulls. W 2010 roku został włączony do jego pierwszej drużyny. W MLS zadebiutował 5 września 2010 roku w przegranym 0:1 pojedynku z Realem Salt Lake. 19 marca 2011 roku w wygranym 1:0 meczu ze Seattle Sounders strzelił pierwszego gola w MLS. W barwach Red Bulls rozegrał łącznie 33 spotkania i zdobył 6 bramek.
W trakcie sezonu 2012 Agudelo odszedł do innego zespołu MLS, CD Chivas USA. Pierwszy ligowy mecz zaliczył tam 20 maja 2012 roku przeciwko Los Angeles Galaxy (1:0). W 2013 roku przeszedł do New England Revolution. w 2014 roku przeszedł do Stoke City

## Kariera reprezentacyjna
W 2009 roku Agudelo był uczestnikiem Mistrzostw Świata U-17, z którego zespół USA odpadł w 1/8 finału. W 2010 roku zadebiutował w reprezentacji Stanów Zjednoczonych U-20. 17 listopada tego samego roku w wygranym 1:0 towarzyskim pojedynku z RPA zadebiutował w pierwszej reprezentacji Stanów Zjednoczonych. W tamtym meczu strzelił także gola.